# سباستین لیفشیتز
سباستین لیفشیتز (متولد ۱۹۶۸) کارگردان و فیلم‌نامه‌نویس فرانسوی است. او در مدرسه هنر لوور تحصیل کرد و دارای مدرک لیسانس از دانشگاه پاریس در رشته تاریخ هنر است. او در مدرسه عالی تصویر و صدای فرانسه تدریس می‌کند.

## حرفه
فعالیت سینمایی لیفشیتز شامل فیلم‌های کوتاه، مستند و سینمایی است که به مضامین مرتبط با اقلیت‌های جنسی و ال‌جی‌بی‌تی‌ می‌پردازند. فیلم سمت وحشی (۲۰۰۴) او اثری با روایت غیرخطی و اپیزودیک است که قصه یک کاراکتر تراجنسیتی را روایت می‌کند. او دو بار برنده جایزه تدی شده است. جایزه‌ای که توسط کمیته‌ای مستقل در جشنواره بین‌المللی فیلم برلین به بهترین فیلم‌های سال با مضامین دگرباشان جنسی اهداء می‌شود. لیفشیتز بار اول این جایزه را برای فیلم سمت وحشی- به عنوان بهترین فیلم بلند- و بار دوم برای مستند بامبی در سال ۲۰۱۳ به عنوان بهترین مستند بلند دریافت کرد. بامبی روایتی است مستند از ماری پیر پروووت، هنرمند تراجنسیتی فرانسوی.
لیفشیتز در سال ۲۰۱۴ کتابی شامل مجموعه عکس‌های همجنسگرایان از اوایل قرن بیستم را گردآوری و منتشر کرد.

## فیلم‌شناسی
| سال  | نام فیلم                                             | نقش      | نقش          | نقش    | توضیحات                                                                                         |
| سال  | نام فیلم                                             | کارگردان | فیلم‌نامه‌نویس | بازیگر | توضیحات                                                                                         |
| ---- | ---------------------------------------------------- | -------- | ------------ | ------ | ----------------------------------------------------------------------------------------------- |
| ۱۹۹۴ | من باید او را دوست داشته باشم (Il faut que je l'aime | آری      | آری          |        | فیلم کوتاه                                                                                      |
| ۱۹۹۶ | کلر دنیس، سرگردان (Claire Denis, la vagabonde)       | آری      |              |        | فیلم مستند                                                                                      |
| ۱۹۹۸ | بدن‌های باز (Les Corps ouverts)                       | آری      | آری          | آری    | برنده جایزه فیلم کوتاه کداک در جشنواره فیلم کن ۱۹۹۸ برنده جایزه ژان ویگو برای بهترین فیلم کوتاه |
| ۱۹۹۹ | سرزمین‌های سرد (Les Terres froides)                   | آری      | آری          | آری    |                                                                                                 |
| ۲۰۰۰ | تقریباً هیچی (Presque rien)                           | آری      | آری          |        |                                                                                                 |
| ۲۰۰۱ | عبور (La Traversée)                                  | آری      | آری          |        | فیلم مستند                                                                                      |
| ۲۰۰۴ | سمت وحشی (Wild Side)                                 | آری      | آری          |        | برنده جایزه تدی بهترین فیلم بلند از جشنواره فیلم برلین ۲۰۰۴                                     |
| ۲۰۰۹ | رفتن به جنوب (Plein sud)                             | آری      | آری          |        |                                                                                                 |
| ۲۰۱۲ | نامرئی‌ها (Les Invisibles)                            | آری      |              |        | برنده جایزه سزار بهترین فیلم مستند بلند                                                         |
| ۲۰۱۳ | بامبی (Bambi)                                        | آری      | آری          |        | برنده جایزه تدی بهترین مستند در جشنواره فیلم برلین ۲۰۱۳ نامزد جایزه سزار                        |
| ۲۰۱۶ | زندگی ترز (Les Vies de Thérèse)                      | آری      | آری          |        | فیلم مستند برنده نخل کوئیر از جشنواره فیلم کن                                                   |
| ۲۰۱۹ | دختران نوجوان (Adolescentes)                         | آری      | آری          |        | فیلم مستند برنده جایزه لوئیز دلوک برای بهترین فیلم فرانسوی ۲۰۲۰                                 |
| ۲۰۱۹ | خیابان لامبال (Avenue de Lamballe)                   | آری      |              |        | فیلم کوتاه                                                                                      |
| ۲۰۲۰ | پسران حساس (Garçons sensibles)                       | آری      |              |        |                                                                                                 |
| ۲۰۲۰ | دختر کوچولو (Petite fille)                           | آری      | آری          |        | فیلم مستند برنده جایزه پانوراما جشنواره فیلم برلین ۲۰۲۰                                         |
| ۲۰۲۲ | کاسا سوزانا (Casa Susanna)                           | آری      | آری          |        |                                                                                                 |